# Pruche de l'Ouest
Tsuga heterophylla
Espèce
Classification phylogénétique
Statut de conservation UICN

 LC  : Préoccupation mineure
La Pruche de l'Ouest, Tsuga de Californie, Tsuga de l'Ouest ou Hemlock de l'Ouest (Tsuga heterophylla) est une espèce d'arbre appartenant au genre Tsuga de la famille des Pinaceae.
Ce conifère atteint des tailles considérables de 50-70 mètres de haut, exceptionnellement 78 mètres, et des diamètres de 2,7 mètres au tronc.

C'est la plus grande de toutes les espèces de pruches suivie par la Pruche subalpine (Tsuga mertensiana) atteignant des hauteurs maximales de 59 mètres.

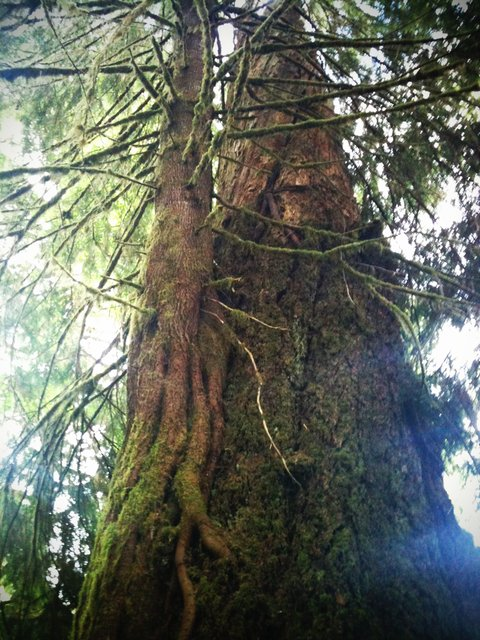
"Jeune" Tsuga heterophylla croissant en épiphyte ; accroché sur le tronc vivant d'un vieil arbre dans une forêt ancienne tempérée (Hoh Rainforest)

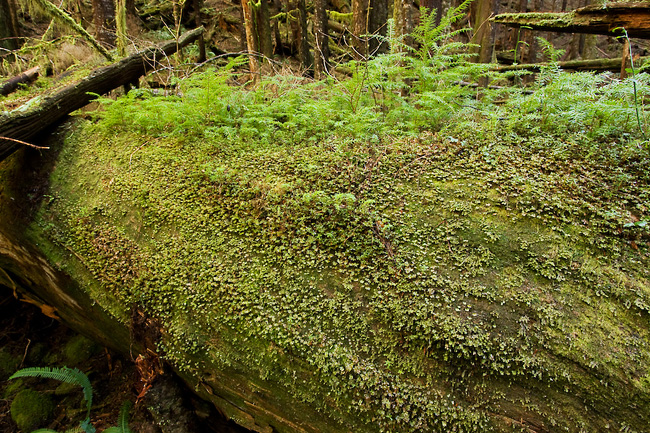
Tronc-nurserie de T. heterophylla et sa pépinière naturelle de jeunes Tsugas issus du semis naturel ;
Ces troncs sont caractéristiques des forêts anciennes ou à haute naturalité. Champignons et bactéries transforment le bois-mort qui reste alors humide, même en été grâce à des substances fongiques et bactériennes mucilagineuses retenant l'eau dans le bois.
Ces troncs nourriciers sont utiles à diverses espèces, dont aux salamandres sans poumons, vulnérables à la dessiccation, qui viennent y manger des limaçons, escargots, insectes, etc.

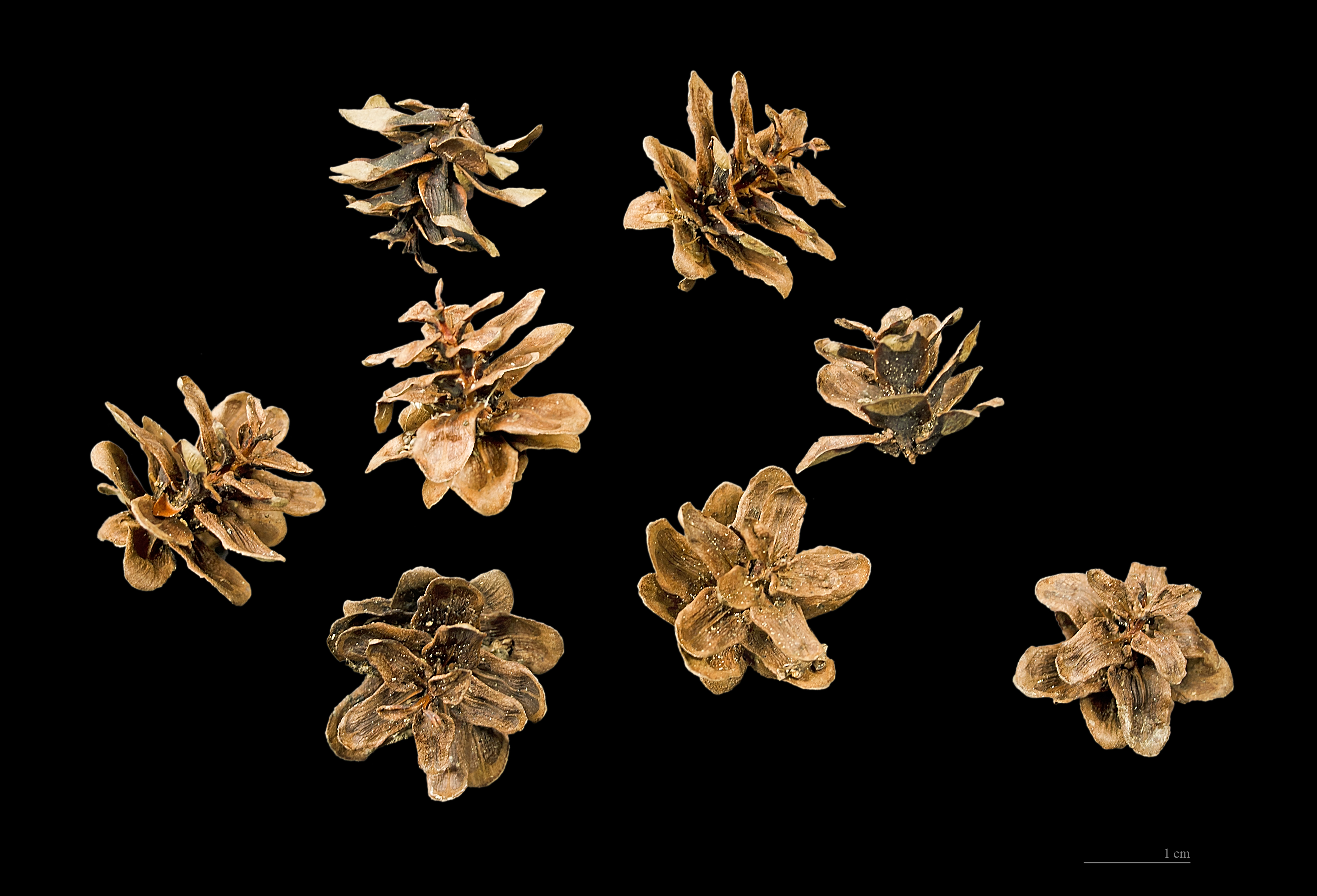
Cônes de Pruche de l'Ouest
Muséum de Toulouse

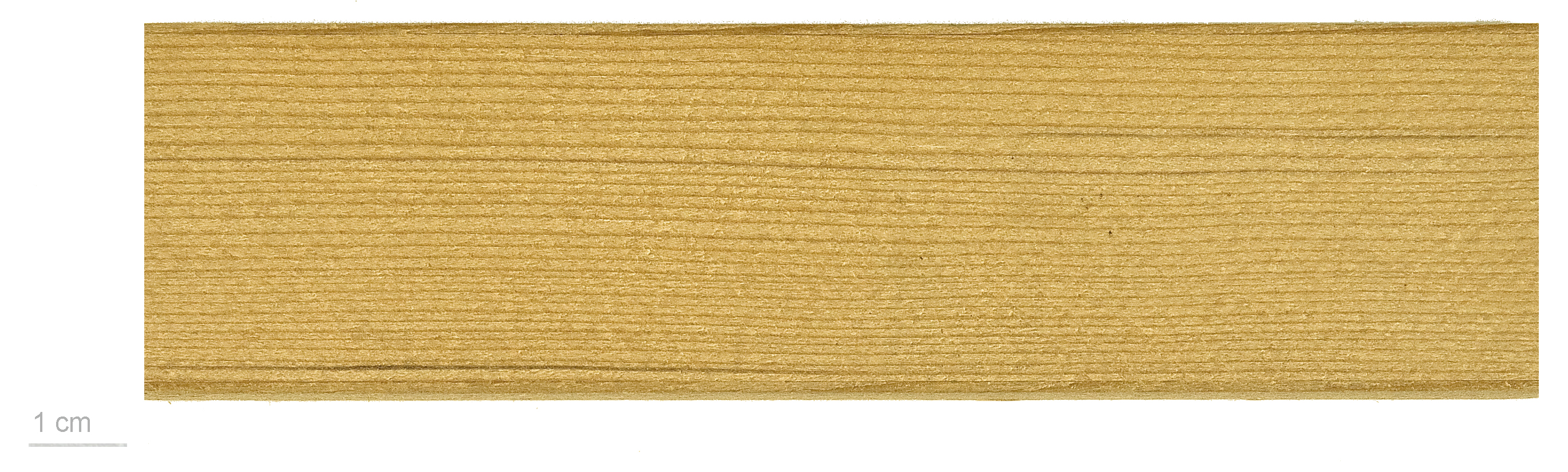
Tsuga heterophylla - Muséum de Toulouse

La pruche de l'ouest est l'arbre emblème de l'État de Washington.

## Aire de répartition
Sa distribution naturelle s'étend sur la côte Ouest de l'Amérique du Nord.

Sa limite la plus nordique est dans la péninsule Kenai en Alaska et la plus méridionale dans le nord de Sonoma County en Californie. Sa distribution coïncide avec les forêts pluviales tempérées et l'ensemble de son étendue se situe à moins de 100 kilomètres de la côte Ouest.
Ce Tsuga a été introduit en Europe en 1851.

On le cultive dans la partie occidentale de l'Europe pour son bois, mais en Europe centrale, il succombe aux grands froids et on ne le plante qu'à titre ornemental dans des parcs.

## Habitat
La Pruche de l'Ouest croît généralement à basse altitude, jusqu'à 600 mètres, mais jusqu'à 1 600 mètres dans sa distribution en Ohio. Bien qu'il s'agisse d'une espèce climacique des forêts anciennes et matures, elle présente une certaine versatilité en termes de résilience écologique en particulier pour ses capacités de recolonisation des sites endommagés).
S'accommodant de la pénombre, cette essence apprécie les sols humides.
Généralement, les populations situées à l'intérieur des côtes présentent une meilleure résistance au gel et à la sècheresse que les populations côtières. Il existe une population à l'intérieur des terres qui se situe dans les montagnes Rocheuses du Sud-Ouest de la Colombie-Britannique, dans le Nord de l'Ohio et l'Ouest du Montana.

## Description
Ses aiguilles mesurent de 7 à 18 mm.

Contrairement à celle du Pruche du Canada, ses aiguilles ne se rétrécissent pas aux extrémités.

La face intérieure porte deux bandes de stomates blanches si larges qu'elles se touchent presque.

Les cônes femelles de 20 à 25 mm ont des écailles arrondies nettement plus longues que larges.